# Klein Gladebrügge
Klein Gladebrügge ist eine Gemeinde im Kreis Segeberg in Schleswig-Holstein.

## Geografie und Verkehr
Klein Gladebrügge liegt direkt südlich von Bad Segeberg an der Trave. Westlich verläuft die Bundesautobahn 21 von Bad Segeberg nach Bad Oldesloe, nördlich die Bundesautobahn 20 von Bad Segeberg (Weede) nach Lübeck.

## Geschichte
Ausgrabungen steinzeitlicher Gräber und eines slawischen Ringwalls belegen, dass das Gebiet um Klein Gladebrügge bereits weit vor seiner ersten urkundlichen Erwähnung besiedelt war.
Der Ort wird 1177 erstmals urkundlich erwähnt, obwohl das Gebiet nur vierzig Jahre früher in der Stiftungsurkunde von Burg, Kloster und Kirche in Bad Segeberg noch als Waldfläche mit Teich beschrieben wurde.
Vom 1. Januar 1974 bis zum 31. Dezember 1997 bildete Klein Gladebrügge zusammen mit Traventhal die Gemeinde Groß Gladebrügge.

## Die Ohlenborg
Die Ohlenborg, ein slawischer Ringwall, lag auf dem linken Hochufer der Trave, dort, wo der Fluss zwischen den Orten Högersdorf und Klein Gladebrügge seine Fließrichtung nahezu rechtwinklig nach SSW ändert und einen markanten Prallhang ausbildet. Unmittelbar nördlich der Burgstelle verläuft der Höftgraben, der im Bereich des Trave-Knicks von Osten her einmündet. Die Topographie bietet hier ideale Bedingungen für die Anlage einer Burg: erhöhter Standort mit weitem Blick in die Traveniederung und Annäherungsschutz durch Gewässer.
In den Jahren 1982 bis 1985 fanden archäologische Untersuchungen statt, die detaillierte Einblicke in die Struktur der Anlage erlauben. Ergraben wurde eine halbkreisförmige Burg, die durch Kastenpalisaden und einen Graben geschützt war. Der Graben hatte eine Breite von ca. 8 m und eine Tiefe von etwa 5 bis 6 m. Die Kastenkonstruktion war aus Eichenspaltbohlen erstellt und erlaubte eine dendrochronologische Datierung in die Jahre 894 bis 897. Auf Grund von Keramik- und Eisenfunden geht man von einer etwa 50 Jahre dauernden Besiedlung aus. Mit einer umwallten Fläche von ca. 1000 m2 gilt die Ohlenborg als kleinste slawische Burg Schleswig-Holsteins.

## Politik

### Gemeindevertretung
Bei der Kommunalwahl am 14. Mai 2023 wurden insgesamt neun Sitze vergeben. Von diesen erhielt die Allgemeine Kommunale Wählergemeinschaft sechs Sitze und die Aktive Wählergemeinschaft Klein Gladebrügge drei Sitze.

### Wappen
Blasonierung: „In Silber ein schräger, sich nach unten verbreiternder, gesenkter blauer Wellenbalken, überdeckt von einer roten Ziegelsteinbrücke, oben links eine asymmetrische grüne Eiche mit zwei roten Eicheln.“

## Wirtschaft
Das Gemeindegebiet ist überwiegend landwirtschaftlich geprägt, es gibt jedoch auch Gewerbebetriebe und einige Reiterhöfe in der Gemeinde.

## Persönlichkeiten
Der Philosoph Reinhard Brandt (1937-2025) wurde in Klein Gladebrügge geboren.